# Ingeborg a Danemarcei, regină a Franței
Ingeborg (fr  Isambour, Ingeburge; de asemenea Ingelburge, Ingelborg, Isemburge) (1175 – 29 iulie 1236) a fost regină consort a Franței ca a doua soție a regelui Filip al II-lea al Franței.
A fost fiica regelui Valdemar I al Danemarcei și a soției acestuia, Sofia de Minsk. Bunicii materni au fost Volodar de Minsk și Richeza a Poloniei. Mama ei a fost sora vitregă a regelui Knut al V-lea al Danemarcei.

## Căsătorie
Ingeborg s-a căsătorit cu Filip al II-lea al Franței la 15 august 1193, după decesul primei soții a acestuia, Isabelle de Hainaut (d. 1190). Étienne de Tournai a descris-o ca "foarte amabilă, tânără ca vârstă dar bătrână ca înțelepciune". După căsătorie a fost numită Isambour.
La o zi după căsătoria sa cu Ingeborg, regele Filip a încercat s-o trimită înapoi în Danemarca. Revoltată, Ingeborg a fugit la o mănăstire în Soissons, de unde a protestat către Papa Celestin al III-lea. La trei luni după nuntă, regele a convocat un sinod la Compiègne și a arătat un fals arbore genealogic al familiei pentru a demonstra că el și Ingeborg erau rude prin prima soție a lui Filip. Canonul contemporan declara că un bărbat și o femeie nu se puteau căsători dacă aveau un strămoș comun în ultimele șapte generații. Prin urmare, Consiliul a declarat nulă căsătoria.
Ingeborg a protestat din nou și danezii au trimis o delegație la Papa Celestin. Ei l-au convins că arborele genealogic era fals iar Papa a declarat nul divorțul și i-a interzis lui Filip să se căsătorească din nou. Filip a ignorat verdictul Papei.
Ingeborg și-a petrecut următorii 20 de ani în diferite închisori virtuale în diverse castele franceze. Fratele ei Knud al VI-lea și consilierii săi au lucrat continuu împotriva anulării căsătoriei. Surse contemporane indică, de asemenea, că mulți dintre consilierii lui Filip al Franței au sprijinit-o pe Ingeborg.
Motivele politice ale acestei căsătorii sunt disputate; probabil Filip a vrut să obțină relații mai bune cu Danemarca, deoarece țările se situau de părți diferite în schisma viitoarei succesiuni la tronul Sfântului Imperiu Roman. De asemenea, e posibil ca el să fi vrut să-și facă mai mulți aliați împotriva dinastiei rivale Angevin. Ca zestre, el a cerut sprijinul flotei daneze timp de un an și dreptul la pretențiile tronurilor Danemarcei și Angliei.
 
Knud al VI-lea, fratele lui Ingeborg, a fost de acord doar la o zestre de 10.000 de mărci de argint. Căsătoria a fost negociată prin intermediul sfătuitorului lui Filip, Bernard de Vincennes și Guillaume, starețul mănăstirii daneze din Aebelholt.
Filip s-a căsătorit cu Agnes de Merania, o moștenitoare germană, în iunie 1196. Totuși, în 1198, noul Papă Inocențiu al III-lea a declarat nulă această nouă căsătorie deoarece căsătoria anterioară era încă validă. Papa i-a ordonat lui Filip s-o trimită înapoi pe Agnes și s-o ia înapoi pe Ingeborg. Ingeborg i-a scris, precizând abuzul și izolarea și pretindea gânduri de sinucidere din cauza tratamentului dur. Cum regele nu a respectat acest lucru, Papa Inocențiu al III-lea a plasat Franța sub interdicție în 1199 până în septembrie 1200, când Filip a spus că se va supune. Mai târziu el a negat această promisiune.
Agnes a murit anul următor. Răspunsul lui Filip a fost de a o bloca pe Ingeborg departe, în castel Étampes. Pentru prizoniera Ingeborg hrana era neregulată și uneori insuficientă. Nimeni nu avea dreptul s-o viziteze cu excepția unei ocazii când doi capelani danezi au avut permisiunea s-o viziteze.
Filip a fost excomunicat în 1200 și regatul a fost plasat sub interdicție. În 1201 Filip a cerut Papei să-i declare copiii legitimi și Papa a fost de acord în schimbul sprijinului său politic. Mai târziu în acel an, Filip a cerut din nou o anulare a căsătoriei cu Ingeborg susținând că ea a încercat să-l vrăjească în noaptea nunții și, astfel, l-a pus în imposibilitatea de a consuma căsătoria. Această încercare a eșuat, de asemenea.
Filip s-a împăcat cu Ingeborg în 1213, nu din altruism ci pentru că el dorea să păstreze pretențiile sale la tronul Angliei prin legăturile sale cu coroana daneză. Mai târziu, pe patul de moarte, el a cerut fiului său, Ludovic al VIII-lea, s-o trateze bine. Atât Ludovic al VIII-lea cât și Ludovic al IX-lea au recunoscut-o pe Ingeborg drept o regină legitimă. 
Ingeborg i-a supraviețuit soțului ei 14 ani.